# Théâtre des Capucines
El Théâtre des Capucines és una vella sala de teatre ubicada en el número 39 del Bulevard des Capucines, en el 2n districte de París. Fou construïda el 1898 per l'arquitecte Édouard-Jean Niermans. Actualment s'hi troba instal·lat un museu de perfumeria.